# Segundo Castillo
Segundo Alejandro Castillo Nazareno (ur. 15 maja 1982 w San Lorenzo) – ekwadorski piłkarz występujący na pozycji defensywnego pomocnika, trener piłkarski.

## Kariera klubowa
Castillo jest wychowankiem klubu Espoli Quito. W jego barwach zadebiutował w 2000 roku w lidze ekwadorskiej. Liczył sobie wówczas 18 lat. Jednak z Espoli nie osiągnął większych sukcesów poza zajęciem 6. miejsca w 2001 roku. Na początku 2003 roku Castillo przeszedł do jednego z czołowych klubów w kraju, El Nacional. W Nacionalu grał przez cztery sezony w wyjściowej jedenastce i szybko zaczęto go uważać za jeden z większych talentów w Ekwadorze. Największy sukces z Nacionalem osiągnął w 2005 roku, gdy sięgnął po tytuł mistrza kraju.
Latem 2006 roku Castillo przeszedł do serbskiej Crvenej Zvezdy Belgrad, stając się tym samym pierwszym w historii Ekwadorczykiem w tamtejszej lidze. W Crvenej Zveździe osiągnął równie wysoką formę, co w ojczyźnie i w całym sezonie zdobył 8 goli w lidze będąc jednym z głównych autorów zdobycia mistrzostwa Serbii. Został także mianowany jednym z najbardziej wartościowych graczy sezonu. W sezonie 2007/2008 zdobył 7 bramek, a Crvena Zvezda została wicemistrzem kraju.
Latem 2008 Castillo przebywał na testach w angielskim Blackburn Rovers, ale ostatecznie został zawodnikiem Evertonu, do którego został wypożyczony na rok. W Premiership zadebiutował 14 września w wygranym 3:2 wyjazdowym meczu ze Stoke City. W angielskim zespole wystąpił w trakcie sezonu jeszcze siedem razy, po czym powrócił do Serbii. Cały sezon 2009/2010 spędził jednak na kolejnym wypożyczeniu, w beniaminku najwyższej klasy rozgrywkowej w Anglii, Wolverhampton Wanderers. Podobnie jak w Evertonie, w drużynie Wolves rozegrał osiem spotkań ligowych. Zajął z drużyną 15. pozycję w Premiership.
Latem 2010 Castillo odszedł z Crvenej Zvezdy i powrócił do ojczyzny, zostając zawodnikiem Deportivo Quito. W stolicy Ekwadoru spędził rok, po czym w lipcu 2011 został zaprezentowany jako nowy nabytek meksykańskiego klubu C.F. Pachuca. W meksykańskiej Primera División zadebiutował 23 lipca w przegranym 1:4 domowym spotkaniu z Santos Laguną.
| Sezon   | Klub            | Kraj    | Rozgrywki        | Mecze | Bramki |
| ------- | --------------- | ------- | ---------------- | ----- | ------ |
| 2000    | Espoli          | Ekwador | Serie A          | 8     | 0      |
| 2001    | Espoli          | Ekwador | Serie A          | 28    | 2      |
| 2002    | Espoli          | Ekwador | Serie A          | 30    | 9      |
| 2003    | El Nacional     | Ekwador | Serie A          | 13    | 0      |
| 2004    | El Nacional     | Ekwador | Serie A          | 32    | 0      |
| 2005    | El Nacional     | Ekwador | Serie A          | 48    | 8      |
| 2006    | El Nacional     | Ekwador | Serie A          | 19    | 3      |
| 2006/07 | Crvena Zvezda   | Serbia  | Super Liga       | 23    | 8      |
| 2007/08 | Crvena Zvezda   | Serbia  | Super Liga       | 25    | 7      |
| 2008/09 | Everton         | Anglia  | Premiership      | 8     | 0      |
| 2009/10 | Wolverhampton   | Anglia  | Premiership      | 8     | 0      |
| 2010    | Deportivo Quito | Ekwador | Serie A          | 14    | 2      |
| 2011    | Deportivo Quito | Ekwador | Serie A          | 21    | 4      |
| 2011/12 | Pachuca         | Meksyk  | Primera División |       |        |

## Kariera reprezentacyjna
W reprezentacji Ekwadoru Castillo zadebiutował 17 sierpnia 2005 roku w wygranym 3:1 meczu z Wenezuelą. W 2006 roku został powołany przez selekcjonera Luisa Fernando Suáreza do kadry na Mistrzostwa Świata w Niemczech. Tam wystąpił w dwóch grupowych spotkaniach: wygranych 2:0 z Polską i 3:0 z Kostaryką oraz w 1/8 finału przegranym 0:1 z Anglią (0:1).
W 2007 roku Castillo znalazł się w kadrze Ekwadoru na Copa América, ale nie wyszedł ze swoją reprezentacją z grupy, zajmując w niej ostatnie 4. miejsce i przegrywając wszystkie 3 spotkania. Jako zawodnik Deportivo Quito wystąpił także na Copa América 2011, jednak podopiecznym Reinaldo Ruedy ponownie nie udało się wyjść z grupy, kończąc tę fazę rozgrywek na ostatnim, 4. miejscu.